# Karen Anderson (Squashspielerin)
Karen Anderson (* 22. Januar 1971 in Kingston) ist eine ehemalige jamaikanische Squashspielerin.

## Karriere
Karen Anderson spielte nur vereinzelt im Jahr 2005 auf der WSA World Tour. Ihre höchste Platzierung in der Weltrangliste erreichte sie mit Rang 95 im Dezember 2005. Sie nahm an den Commonwealth Games 2002 in Manchester und 2006 in Melbourne teil, sowie an den Panamerikanischen Spielen 1999 in Winnipeg und 2003 in Santo Domingo. 2007 wurde sie Karibikmeisterin nach einem Finalsieg gegen Karen Meakins. Bei Zentralamerika- und Karibikspielen gewann sie 2002 im Mixed Bronze sowie mit der Mannschaft Silber sowie 2006 im Einzel Bronze und im Doppel mit Marlene West Silber. Anderson gewann 13 Mal den Titel bei den jamaikanischen Meisterschaften.

## Erfolge
- Karibikmeister: 2007
- Zentralamerika- und Karibikspiele: 2 × Silber (Doppel 2006, Mannschaft 2002), 2 × Bronze (Einzel 2006, Mixed 2002)
- Jamaikanischer Meister: 13 Titel